# Witold Małecki
 Witold Małecki  (ur. 14 sierpnia 1948 w Warszawie) – ekonomista, prof. dr hab., wykładowca akademicki.

## Życiorys
W 1976 uchwałą Rady Wydziału Handlu Zagranicznego Szkoły Głównej Planowania i Statystyki uzyskał stopień doktora nauk ekonomicznych. W 1985 uzyskał stopień doktora habilitowanego nauk ekonomicznych w zakresie finansów na Wydziale Finansów i Statystyki Szkoły Głównej Planowania i Statystyki. Od 1991 profesor nauk ekonomicznych. W przeszłość członek  Rady Głównej Szkolnictwa Wyższego, Komisji RGSW oraz Komisji Ekonomicznej. Obecnie pracownik naukowy Akademii Ekonomiczno-Humanistycznej w Warszawie. Początkowo zajmował się: problematyką koniunktury gospodarczej i analizy rynków, problematyką prognozowania kursów walutowych i problematyką zadłużenia zagranicznego. Aktualnie swoje zainteresowania koncentruje na trzech obszarach tematycznych: problematyce kryzysów finansowych; problematyce polityki kursu walutowego ze szczególnym uwzględnieniem integracji walutowej, a w tym perspektyw przystąpienia Polski do Unii Gospodarczej i Walutowej; problematyce rynków instrumentów pochodnych.

## Wybrane publikacje
- Małecki W., Globalizacja rynków finansowych a polityka kursu walutowego w Polsce, [w:] Globalizacja rynków finansowych – implikacje dla Polski, red. Małecki W., Warszawa, 2007.
- Małecki W., Założenia polityki pieniężnej, [w:] Sytuacja finansowa Polski 2006/2007. Perspektywy i zagrożenia na rok 2007, Warszawa, 2006.
- Małecki W., Warunki pomyślnego przejścia testu stabilności kursu walutowego w mechanizmie ERM-2, [w:] Gospodarka polska w procesie światowych przemian, red. Jakóbik W., Warszawa, 2006.
- Małecki W., Perspektywy członkostwa Polski w Unii Gospodarczej i Walutowej a konkurencyjność sektora przedsiębiorstw, [w:] Konkurencyjność gospodarki Polski, red. Piasecki R., Łódź, 2005.
- Małecki W., Wpływ polityki walutowej w Polsce w okresie od roku 1990 do połowy 2003 r. na konkurencyjność sektora przedsiębiorstw; Perspektywy członkostwa Polski w Unii Gospodarczej i Walutowej a konkurencyjność sektora przedsiębiorstw, [w:] Konkurencyjność gospodarki Polski, red.  Piasecki R., Łódź, 2005.